# 肩たたき
肩たたき（かたたたき）とは、西條八十が作詞、中山晋平が作曲し、1923年（大正12年）に発表した歌である。
2006年（平成18年）に文化庁と日本PTA全国協議会が「日本の歌百選」に選定。

## 影響
- 味覚糖がピップとの提携により販売している「ピップ タントン飴」の商品名は、本曲の歌詞にちなむ[2]。